# Les feuilles mortes
Les feuilles mortes (Nederlands: De dode bladeren) is een populair en door veel artiesten gezongen Frans chanson. Het nummer is beter bekend als Autumn Leaves, en is een van de eerste jazzstandards die nieuwe jazzmuzikanten leren spelen.
De tekst is in 1945 geschreven door de dichter Jacques Prévert, met muziek van Joseph Kosma. In 1946 introduceerde de Franse zanger en acteur Yves Montand het lied in zijn film Les Portes de la Nuit.
Les feuilles mortes staat bekend om de treurige stemming van de tekst, die gaat over een verloren liefde na het einde van de zomer, wanneer de bladeren van de bomen zijn gevallen en dood op de grond liggen.
In 1949 maakte de Amerikaanse songwriter Johnny Mercer een Engelse vertaling, genaamd Autumn Leaves.

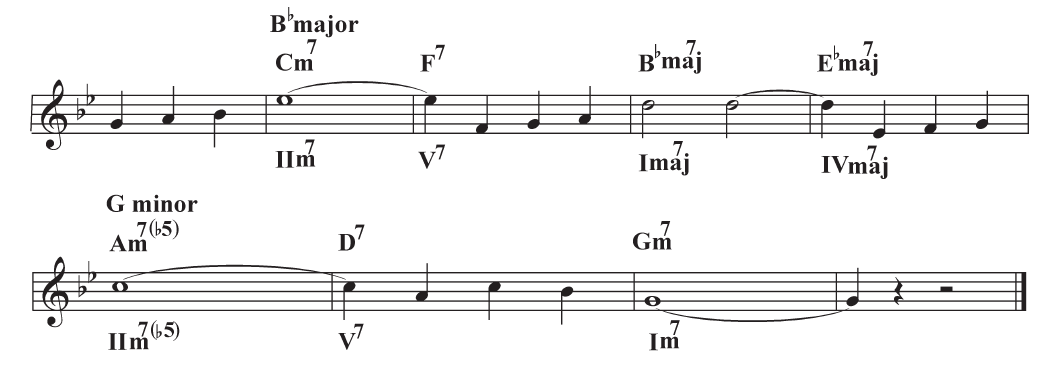
Het begin van het thema plus enkele maten aan het einde.

Les feuilles mortes is in beide talen een icoon geworden voor zowel de jazz- als de popmuziek. Zo haalde de Amerikaanse pianist Roger Williams een nummer 1-hit met de instrumentale versie van het lied. In 1956 was Autumn Leaves de door Nat King Cole gezongen titelsong van de gelijknamige film, met Joan Crawford in de hoofdrol. Andere artiesten die het lied zongen of speelden waren onder meer Frank Sinatra, Eva Cassidy, Eartha Kitt, Barbra Streisand, Miles Davis, Erroll Garner, Marlene Dietrich, Juliette Gréco, Édith Piaf, Charles Aznavour, Eric Clapton en Bob Dylan, Jason Mariano Kouchak, Jan Rot maakte in 2020 voor zijn album 'Wonderlijk Mooi' een vertaling als "De Kale boom".